# الی بن ریموز
الی بن ریموز (انگلیسی: Eli Ben Rimoz؛ زادهٔ ۲۰ نوامبر ۱۹۴۴) بازیکن فوتبال اهل اسرائیل بود.
از باشگاه‌هایی که در آن بازی کرده‌است می‌توان به باشگاه فوتبال بنی یهودا تل آویو اشاره کرد.
وی همچنین در تیم ملی فوتبال اسرائیل بازی کرده‌است.